# Tôyuki
Tôyuki (東遊記) est un shōnen manga de Yohei Sakai prépublié dans le Weekly Shōnen Sunday entre décembre 2004 et août 2005 puis publié en quatre volumes tankōbon par Shōgakukan. La version française est publiée par Glénat.

## Synopsis
Ichizô est le petit-fils de Sanzô, un vieil homme qui a voulu la paix mondiale en allant au tenjiku, un lieu où les vœux se réalisent. Mais mystérieusement, c'est seulement l'ouest qui est en paix. Alors Ichizô prend le shakujô de son grand-père (gros bâton de fer) et décide de faire le tour du monde, car c'est parce que Sanzô avait pris la route de Sinolek (un chemin qui mène au tenjiku et qui fait le tour de la terre) par l'ouest et non par l'est que seul ce petit côté du monde est resté en paix. Après un long chemin semé d'embuches, Ichizô est rejoint par Songosan (un beau jeune homme) et Kotamanégi (un poisson super peureux). Mais l'aventure ne fait que commencer... car Ichizô peut soulever un géant, pousser des montagnes.

## Personnages
Sanzô : Grand-père de Ichizô et père d'Anty. C'est l'ex possesseur du shakujô. C'est lui, qui pour la première fois, réussit à atteindre le tenjiku avec trois compagnons dont Songokû. Il est mort quand Ichizô avait 5 cinq ans.
Ichizô : Petit-fils de Sanzô et fils d'Anty. C'est le héros de l'histoire. Il vit avec sa mère dans un petit village de l'Est, nommé Xian. Il est armé d'un shakûjo (long bâton métallique décoré d'anneaux qu'utilisaient les moines pèlerins) dont il se sert souvent pour chasser les voleurs qui menacent les villageois. Il a 10 ans et malgré son âge, il est plutôt courageux. Il hait les méchants et adore le café au lait de sa mère. Son rêve est de partir au tenjiku, pour souhaiter la paix dans le monde entier.
Anty : Mère d'Ichizô et fille de Sanzô. Elle tient un petit restaurant toute seule, depuis la mort de son mari. Tous les villageois viennent discuter dans son restaurant, très accueillant. Elle aime son fils plus que tout, mais ne comprend pas son désir de parcourir le monde pour aller au tenjiku. Elle prépare de délicieux cafés au lait que son fils adore.
Songokû : Surnommé "le singe obsédé", cet ancien compagnon de Sanzô a souhaité plaire aux femmes, au tenjiku. Bien sûr, son souhait a été réalisé, malgré sa laideur incroyable de monstre (mi-singe mi-humain) . Après la mort de sa femme, il a eu 70 (!!!) maîtresses, ce qui a fait enrager son fils, Songosan.

## Manga

### Liste des volumes
| no | Japonais         | Japonais          | Français          | Français          |
| no | Date de sortie   | ISBN              | Date de sortie    | ISBN              |
| -- | ---------------- | ----------------- | ----------------- | ----------------- |
| 1  | 17 décembre 2004 | 978-4-09-127251-5 | 13 septembre 2006 | 978-2-7234-5588-6 |
| 2  | 18 mars 2005     | 978-4-09-127252-2 | 8 novembre 2006   | 978-2-7234-5589-3 |
| 3  | 18 mai 2005      | 978-4-09-127253-9 | 14 février 2007   | 978-2-7234-5705-7 |
| 4  | 8 août 2005      | 978-4-09-127254-6 | 2 mai 2007        | 978-2-7234-5987-7 |